# Lijst van voetbalinterlands Macau - Tadzjikistan
Deze lijst van voetbalinterlands is een overzicht van alle officiële voetbalinterlands tussen de nationale teams van Macau en Tadzjikistan. De landen hebben tot nu toe twee keer tegen elkaar gespeeld. De eerste ontmoeting, een groepswedstrijd tijdens de AFC Challenge Cup 2006, werd gespeeld in Dhaka (Bangladesh) op 2 april 2006. Het laatste duel, een kwalificatiewedstrijd voor de AFC Challenge Cup 2014, vond plaats op 19 maart 2013 in Bisjkek (Kirgizië).

## Wedstrijden
| № | Plaats  | Datum         | Competitie                          | Wedstrijd            | Uitslag |
| - | ------- | ------------- | ----------------------------------- | -------------------- | ------- |
| 1 | Dhaka   | 2 april 2006  | AFC Challenge Cup 2006              | Tadzjikistan − Macau | 4 − 0   |
| 2 | Bisjkek | 19 maart 2013 | AFC Challenge Cup 2014 kwalificatie | Macau − Tadzjikistan | 0 − 3   |

## Samenvatting
| Competitie                     | Totaal gespeeld | Winst Macau | Gelijk | Winst Tadzjikistan | Doelsaldo Macau – Tadzjikistan |
| ------------------------------ | --------------- | ----------- | ------ | ------------------ | ------------------------------ |
| AFC Challenge Cup              | 1               | 0           | 0      | 1                  | 0 − 4                          |
| AFC Challenge Cup-kwalificatie | 1               | 0           | 0      | 1                  | 0 − 3                          |
| Totaal                         | 2               | 0           | 0      | 2                  | 0 − 7                          |

AFM · 
A-internationals · 
Macaus vrouwenelftal
1980 – 1989 · 
1990 – 1999 · 
2000 – 2009 · 
2010 – 2019 ·
2020 − 2029
Bangladesh ·
Bhutan ·
Brunei ·
Cambodja ·
China ·
Filipijnen ·
Guam ·
Hongkong ·
India ·
Irak ·
Japan ·
Kazachstan ·
Kirgizië ·
Koeweit ·
Laos ·
Maleisië ·
Mauritius ·
Mongolië ·
Myanmar ·
Nepal ·
Noord-Korea ·
Oman ·
Pakistan ·
Salomonseilanden ·
Saoedi-Arabië ·
Singapore ·
Sri Lanka ·
Tadzjikistan ·
Taiwan ·
Thailand ·
Vietnam ·
Zuid-Korea
TFF · A-internationals · Tadzjieks vrouwenelftal
1994 – 1999 ·
2000 – 2009 ·
2010 – 2019 ·
2020 − 2029
Afghanistan ·
Australië ·
Azerbeidzjan ·
Bahrein ·
Bangladesh ·
Bhutan ·
Brunei ·
Cambodja ·
China ·
Estland ·
Filipijnen ·
Guam ·
Hongkong ·
India ·
Irak ·
Iran ·
Japan ·
Jemen ·
Jordanië ·
Kazachstan ·
Kirgizië ·
Koeweit ·
Libanon ·
Macau ·
Malediven ·
Maleisië ·
Mongolië ·
Myanmar ·
Nepal ·
Noord-Korea ·
Oeganda ·
Oezbekistan ·
Oman ·
Pakistan ·
Palestina ·
Qatar ·
Rusland ·
Saoedi-Arabië ·
Singapore ·
Sri Lanka ·
Syrië ·
Thailand ·
Trinidad en Tobago ·
Turkmenistan ·
Verenigde Arabische Emiraten ·
Vietnam ·
Wit-Rusland ·
Zuid-Korea